# 黒石陣屋
黒石陣屋（くろいしじんや）は、青森県黒石市内町（陸奥国津軽郡）にあった弘前藩から分知した交代寄合旗本黒石津軽家（5千石）の陣屋。城壁が黒かったことから、烏城（うじょう）の異名がある。

## 概要
陣屋は明暦2年（1656年）交代寄合旗本であった津軽信英により築かれた。8代当主親足の代の文化6年（1809年）、加増により1万石を領し大名に列し、黒石藩として立藩した。11代承叙の代に明治維新を迎えている。明治4年（1871年）7月の廃藩置県と黒石県の成立、9月の弘前県への吸収合併により、存在意義を失い廃城となった。
南側には浅瀬石川が流れ、陣屋との間には宇和堰があり、地形的にも自然の要塞を呈していた。大手門近くには、町令所や太鼓櫓があった。さらに、中門、無常門、御制札場などが北側にあった。西側には馬場、南東には津軽信英を祀った御廟があり、南側には蝦夷館（えぞだて）と呼ばれる地が置かれている。御門内に入るためには、大手門か西門を通過しなければならないが、これらは典型的な枡形門となっていた。陣屋の東側には、空堀があったが、明治の初め埋め立てられている。陣屋内には、御殿、台所、御蔵、焔廠蔵が配されていた。浅瀬石川に臨む段丘は比高13mの高さがあり陣屋地では唯一の要害である。
陣屋跡は明治6年（1873年）8月28日、黒石小学校が建設され（後に現在地に移転）。市民文化会館や中央スポーツ館の敷地などとなり、馬場跡が黒石公園（後に御幸公園）となった。

## その他
明治6年（1873年）黒石小学校が建設されたため、多くの建物が破却されたと思われるが、津軽信英御廟前に建立された廟門が神門として黒石神社に移築されたことで、江戸時代の建築物としては唯一の遺構となっている。
蝦夷館周辺には、空堀や土塁と思われる盛土も一部見ることができる。